# Valentin Dumitrache
Valentin Laurențiu Dumitrache (Buzău, 29 marzo 2003) è un calciatore rumeno, centrocampista dell'Afumați in prestito dalla Dinamo Bucarest.

## Carriera
Cresciuto calcisticamente nella LPS Buzău, nel luglio 2021 ha firmato il suo primo contratto da professionista con l'Acad. Clinceni. Il 16 luglio successivo ha esordito in Liga I, la massima serie del campionato rumeno, giocando l'incontro perso per 2-0 contro lo Sepsi, subentrando a Cristian Gavra al minuto '74.

## Statistiche

### Presenze e reti nei club
Statistiche aggiornate al 23 marzo 2022.
| Stagione        | Squadra         | Campionato      | Campionato | Campionato | Coppe nazionali | Coppe nazionali | Coppe nazionali | Coppe continentali | Coppe continentali | Coppe continentali | Altre coppe | Altre coppe | Altre coppe | Totale | Totale |
| Stagione        | Squadra         | Comp            | Pres       | Reti       | Comp            | Pres            | Reti            | Comp               | Pres               | Reti               | Comp        | Pres        | Reti        | Pres   | Reti   |
| --------------- | --------------- | --------------- | ---------- | ---------- | --------------- | --------------- | --------------- | ------------------ | ------------------ | ------------------ | ----------- | ----------- | ----------- | ------ | ------ |
| 2021-2022       | Acad. Clinceni  | L1              | 25         | 0          | CR              | 1               | 0               |                    | -                  | -                  |             | -           | -           | 26     | 0      |
| Totale carriera | Totale carriera | Totale carriera | 25         | 0          |                 | 1               | 0               |                    | -                  | -                  |             | -           | -           | 26     | 0      |